# Kunsthøjskolen i Holbæk
Kunsthøjskolen i Holbæk är Danmarks äldsta "kunsthøjskole", en form av konstinriktad folkhögskola i Holbæk på Själland, bildad år 1962.
Kunsthøjskolen i Holbæk fungerar för många som förberedelse för vidare studier på konsthögskolor. Den inrättades som den första i sitt slag i Danmark år 1962 av skulptören Ulrika Marseen efter inspiration från Italien. År 1963 flyttade skolan in på Holbæk Slots Ladegaard, en slottsanläggning med anor från början av 1200-talet. På en byggnadsyta av närmare 9.000 kvadratmeter inryms verksamhetslokaler och bostäder för kurser inom olika kulturområden: bildkonst, samtidskonst, videokonst, musik och litteratur. Olika slags verkstäder och ateljéer kompletteras av en teater- och konsertsal. 
Skolan uppbär statligt verksamhetsstöd och hyser drygt 70 elever.
Rektor för skolan är sedan 2010 Michael Nielen.